# Тарасенко Олександр Вікторович
Олександр Вікторович Тарасенко (нар. 11 грудня 1978, Жовті Води, УРСР) — український футболіст, півзахисник канадського клубу «Юкрейн Юнайтед».

## Життєпис
Вихованець жовтоводського футболу. Перший тренер — П. А. Шеремет. У футбол починав грати в 1994 році в команді «Сіріус» (Жовті Води), з якою виграв перехідну лігу й піднявся в другу, зігравши за два сезони всього 2 матчі. Володар кубка Миколаївської області 1995 року і бронзовий призер чемпіонату Миколаївської області 1995 року.
З 1997 по 2004 роки виступав за команду другої ліги «Олімпія ФК АЕС» (Южноукраїнськ), одночасно зігравши й за першоліговий «Миколаїв», фарм-клубом якого була команда «атомників». У 149 матчах за «Олімпію» забив 12 м'ячів, за «Миколаїв» у сезоні 2001/02 років відіграв 18 поєдинків. Влітку 2004 року перейшов до клубу «Гірник-Спорт» (Комсомольськ). На початку 2005 року перейшов до ФК «ІгроСервіс» (Сімферополь). Влітку 2006 року прийняв запрошення від ПФК «Олександрії». Дебютував у футболці «поліграфів» 5 вересня 2006 року в нічийному (0:0) домашньому поєдинку 8-о туру Першої ліги проти київського ЦСКА. Олександр вийшов на поле на 42-й хвилині, замінивши Ігора Сіренка. Дебютним голом у футболці олександрійського колективу відзначився 2 травня 2007 року на 72-й хвилині програного (2:3) домашнього поєдинку проти ФК «Львова». Тарасенко вийшов у стартовому складі та відіграв увесь матч. У складі ПФК «Олександрії» в чемпіонатах України зіграв 79 матчів та відзначився 5-ма голами, ще 6 поєдинків провів у кубку України. Через два сезони перейшов до охтирського «Нафтовика-Укрнафти». У 2011 році повернувся в «Миколаїв».
Наступної зими з Миколаєва поїхав на перегляд в узбецький клуб «Бухара», з яким після місячного перебування в тренувальному таборі підписав контракт. У вищій лізі чемпіонату Узбекистану дебютував 15 березня 2012 року в матчі першого туру проти «Пахтакора» (0:1). За «Бухару» відіграв без замін усі 13 поєдинків першого кола чемпіонату 2012 року.
Влітку 2012 року вдруге повернувся в «Миколаїв» і в першому ж матчі проти «Буковини» потрапив до символічної збірної туру першої ліги за версією Football.ua. Після завершення сезону 2012/13 років покинув команду. Новий сезон розпочав в армянському «Титані», де провів непогане півріччя. Однак в результаті розлучився з середняком Favbet Ліги 1 й знову став легіонером. З 2014 року Тарасенко разом із земляком Олегом Дмитренком виступав у команді «Гранітас» (Клайпеда), за підсумками сезону 2013 року завоювала право виступати в А-Лізі — вищому дивізіоні литовського футболу. Після «Гранітаса» проходив перегляд в європейських клубах, але жодному з них не підійшов. Деякий час виступав за ФК «Головківку» в чемпіонаті Кіровоградської області та у ветеранському чемпіонаті України 35+. У 2015 році на запршення Руслана Бурдейного перейшов до іншого литовського клубу, «Круоя». У 2017 році виїхав до Канади, де став гравцем клубу «Юкрейн Юнайтед» з Канадської футбольної ліги.

## Досягнення
- Друга ліга чемпіонату України
  -  Чемпіон (1): 2010/11
  -  Срібний призер (1): 2005/06